# Leichtathletik-Europameisterschaften 1971/5000 m der Männer

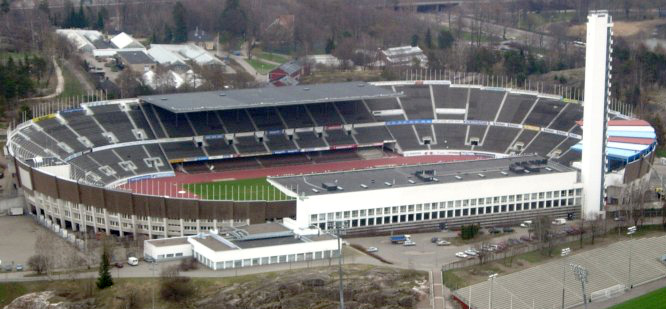
Das Olympiastadion von Helsinki im Jahr 2005

Der 5000-Meter-Lauf der Männer bei den Leichtathletik-Europameisterschaften 1971 wurde am 12. und 15. August 1971 im Olympiastadion von Helsinki ausgetragen.
Europameister wurde der Finne Juha Väätäinen, der vier Tage zuvor bereits den 10.000-Meter-Lauf gewonnen hatte. Den zweiten Platz belegte der französische Europarekordinhaber über 1500 Meter Jean Wadoux. Bronze ging an den bundesdeutschen Vizeeuropameister von 1966 und Olympiazweiten von 1964 Harald Norpoth.

## Anmerkung zu den Zeitangaben
Die Zeitangaben erfolgten bei diesen Europameisterschaften offiziell wie früher üblich in auf Zehntelsekunden gerundeten Werten. Zugrunde liegen allerdings die elektronischen Messungen, deren exakte Hundertstelwerte meist bekannt und in den Ergebnislisten der Quellen in der Regel aufgeführt sind. In den Jahren nach diesen Europameisterschaften wurde es üblich, die Resultate der Bahnwettbewerbe aufgeschlüsselt nach Hundertstelsekunden anzugeben. Dies ist auch hier in den nachfolgenden Ergebnisübersichten so realisiert.

## Rekorde

### Bestehende Rekorde
| Weltrekord           | 13:16,6 min | Ron Clarke    | Stockholm, Schweden       | 5. Juli 1966      |
| Europarekord         | 13:22,2 min | David Bedford | Edinburgh, Großbritannien | 12 Juni 1971      |
| Meisterschaftsrekord | 13:42,8 min | Michel Jazy   | EM Budapest, Ungarn       | 4. September 1966 |

### Rekordverbesserungen
Der bestehende EM-Rekord wurde verbessert und darüber hinaus gab es drei neue Landesrekorde.
- Meisterschaftsrekord:
  - 13:32,48 min – Juha Väätäinen (Finnland), Finale am 15. August
- Landesrekorde:
  - 13:47,2 min – Jos Hermens (Niederlande), erster Vorlauf am 12. August
  - 13:32,48 min – Juha Väätäinen (Finnland), Finale am 15. August
  - 13:39,33 min – Bronisław Malinowski (Polen), Finale am 15. August

## Vorrunde
12. August 1971, 19:30 Uhr
Die Vorrunde wurde in drei Läufen durchgeführt. Die ersten fünf Athleten pro Lauf – hellblau unterlegt – qualifizierten sich für das Finale.

### Vorlauf 1

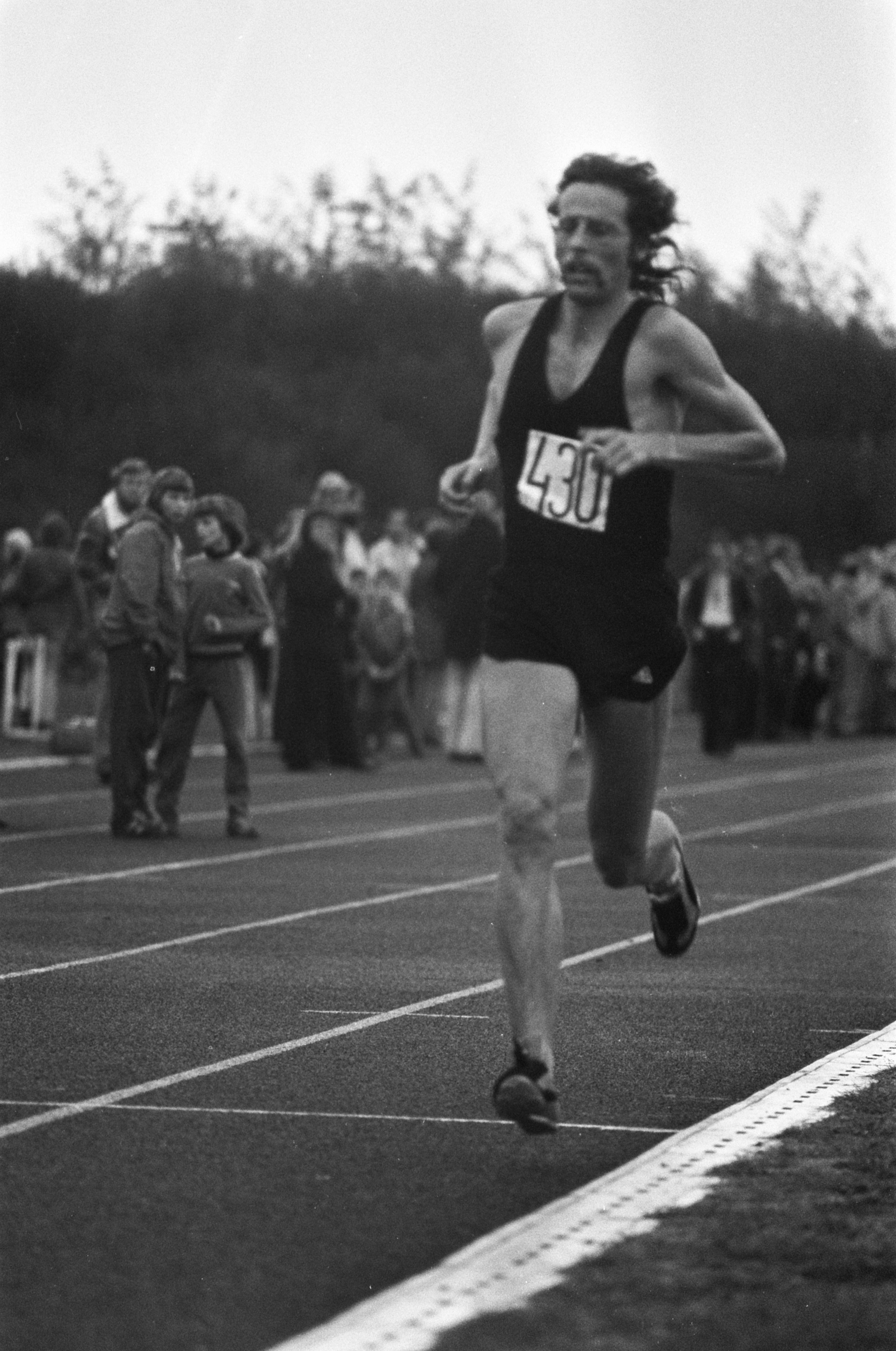
Platz sechs im ersten Vorlauf reichte Jos Hermens nicht für den Finaleinzug

| Platz | Name              | Nation         | Zeit (min) |
| ----- | ----------------- | -------------- | ---------- |
| 1     | Jean Wadoux       | Frankreich     | 13:44,2    |
| 2     | Javier Álvarez    | Spanien        | 13:44,2    |
| 3     | Harald Norpoth    | BR Deutschland | 13:45,6    |
| 4     | Michael Baxter    | Großbritannien | 13:45,6    |
| 5     | Rune Holmén       | Finnland       | 13:46,4    |
| 6     | Jos Hermens       | Niederlande    | 13:47,2 NR |
| 7     | Muharrem Dalkılıç | Türkei         | 13:49,0    |
| DNS   | Juri Alexaschin   | Sowjetunion    |            |
| DNS   | Werner Dössegger  | Schweiz        |            |
| DNS   | Jürgen Haase      | DDR            |            |

### Vorlauf 2

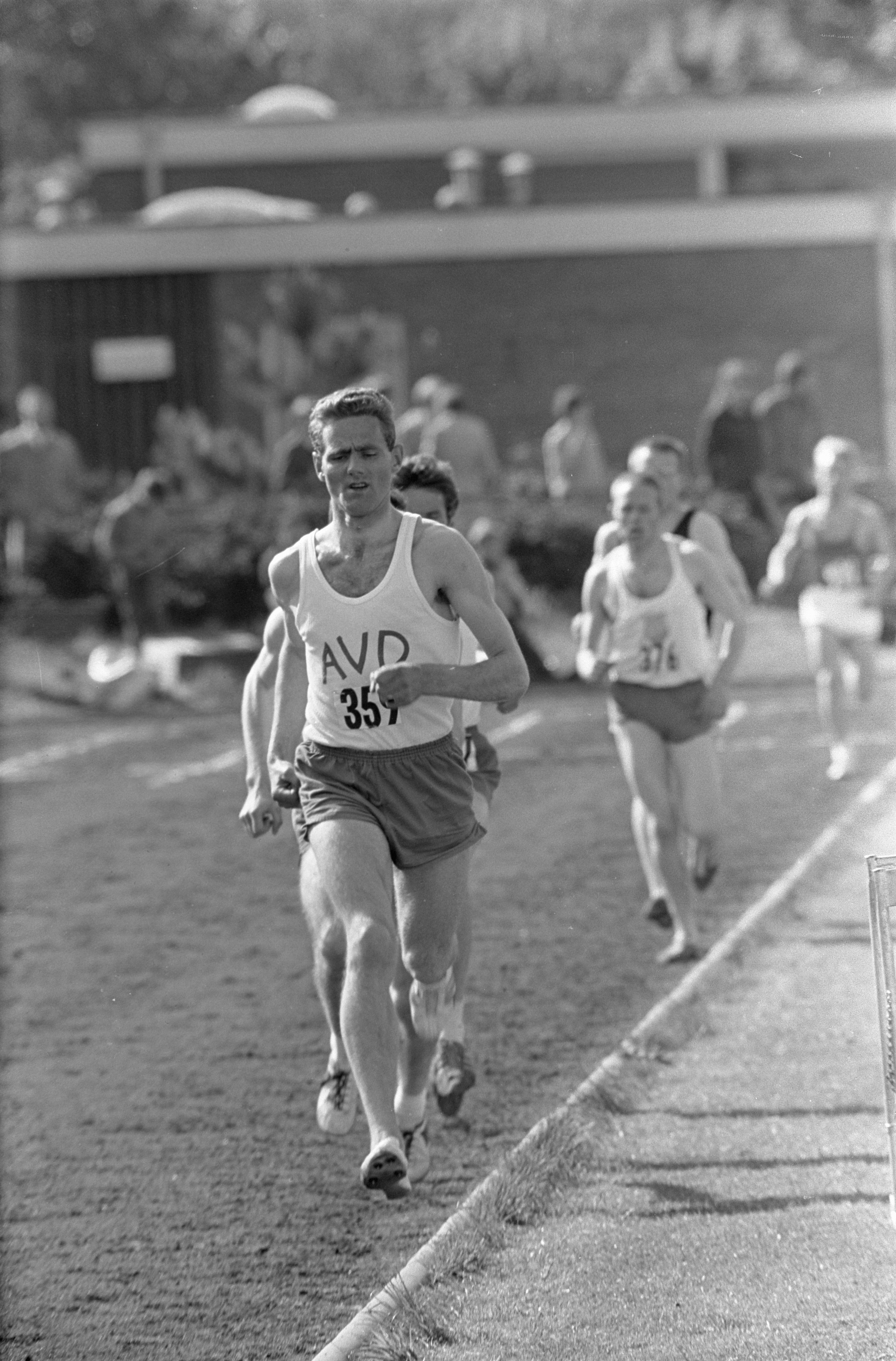
Egbert Nijstadt (hier führend in einem Rennen des Jahres 1968) schied als Siebter des zweiten Vorlaufs aus

| Platz | Name                 | Nation         | Zeit (min) |
| ----- | -------------------- | -------------- | ---------- |
| 1     | Juha Väätäinen       | Finnland       | 13:47,6    |
| 2     | Bernd Dießner        | DDR            | 13:49,8    |
| 3     | Bronisław Malinowski | Polen          | 13:50,0    |
| 4     | Danijel Korica       | Jugoslawien    | 13:52,8    |
| 5     | Petras Simonelis     | Sowjetunion    | 13:54,4    |
| 6     | Alan Blinston        | Großbritannien | 14:01,2    |
| 7     | Egbert Nijstadt      | Niederlande    | 14:05,2    |
| 8     | Wolfgang Falke       | BR Deutschland | 14:05,6    |
| 9     | Giuseppe Ardizzone   | Italien        | 14:06,6    |
| 10    | Jean-Yves Le Flohic  | Frankreich     | 14:10,2    |
| 11    | Donald Walsh         | Irland         | 14:12,6    |

### Vorlauf 3

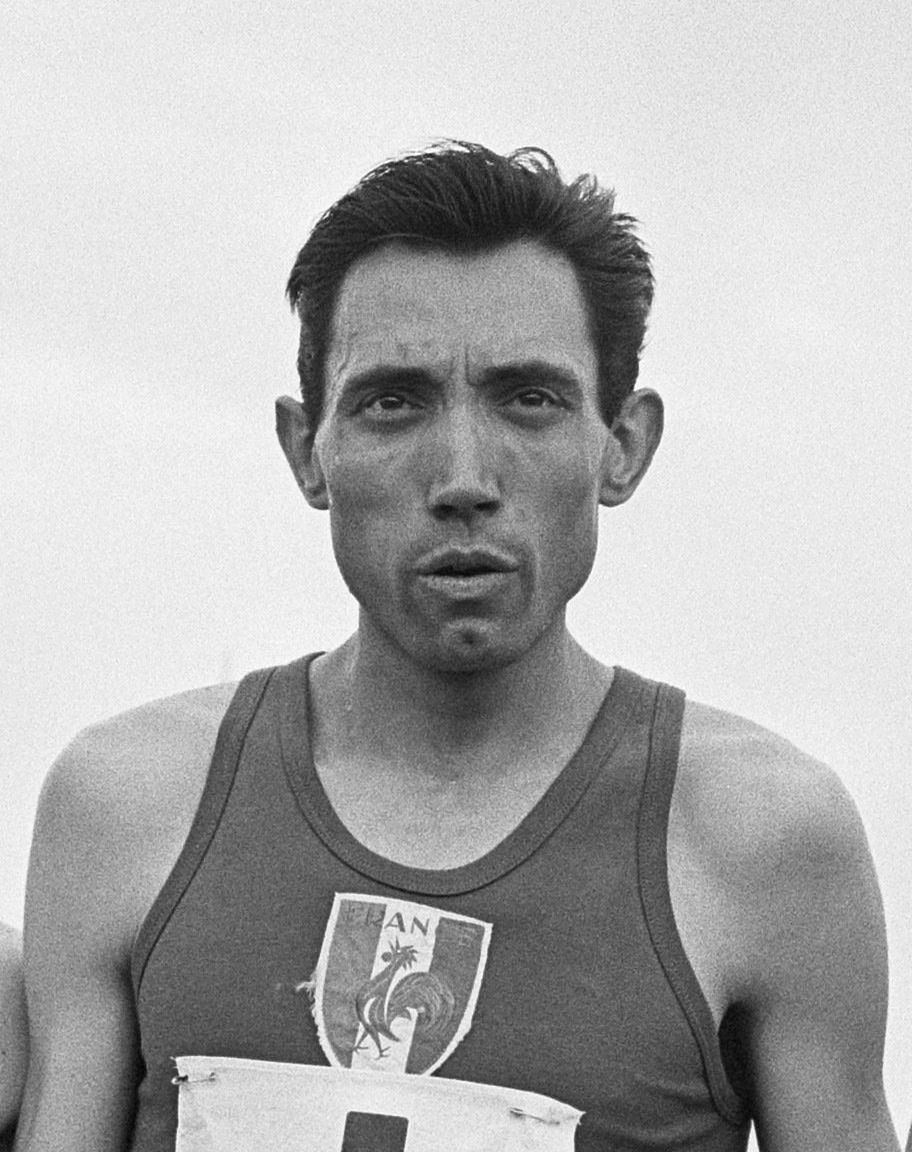
Mit Platz neun schied Michel Bernard im dritten Vorlauf aus

| Platz | Name              | Nation           | Zeit (min) |
| ----- | ----------------- | ---------------- | ---------- |
| 1     | Emiel Puttemans   | Belgien          | 13:50,4    |
| 2     | Frank Eisenberg   | DDR              | 13:52,4    |
| 3     | Allan Rushmer     | Großbritannien   | 13:52,6    |
| 4     | Lasse Virén       | Finnland         | 13:53,2    |
| 5     | Wladimir Afonin   | Sowjetunion      | 13:53,6    |
| 6     | Giuseppe Cindolo  | Italien          | 13:54,8    |
| 7     | Werner Girke      | BR Deutschland   | 13:56,0    |
| 8     | Stanislav Hoffman | Tschechoslowakei | 13:58,6    |
| 9     | Michel Bernard    | Frankreich       | 14:02,2    |
| DNF   | Arne Kvalheim     | Norwegen         |            |

## Finale

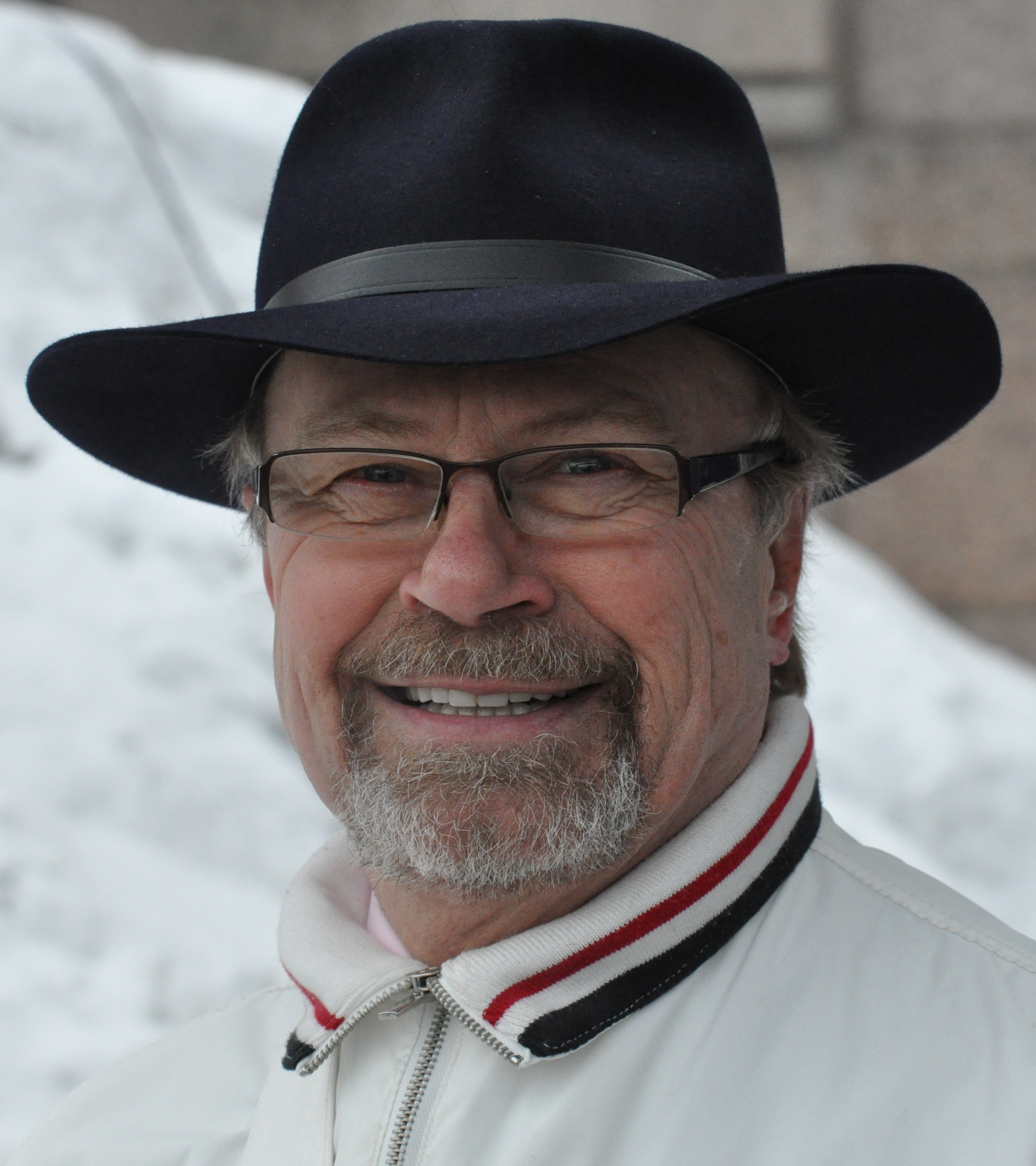
Juha Väätäinen (hier im Jahr 2011) – Doppeleuropameister über 5000 und 10.000 Meter

15. August 1971, 18:10 Uhr
| Platz | Name                 | Nation         | Zeit (min)     |
| ----- | -------------------- | -------------- | -------------- |
| 1     | Juha Väätäinen       | Finnland       | 13:32,48 CR/NR |
| 2     | Jean Wadoux          | Frankreich     | 13:33,56       |
| 3     | Harald Norpoth       | BR Deutschland | 13:33,79       |
| 4     | Danijel Korica       | Jugoslawien    | 13:34,88       |
| 5     | Javier Álvarez       | Spanien        | 13:35,84       |
| 6     | Emiel Puttemans      | Belgien        | 13:36,60       |
| 7     | Lasse Virén          | Finnland       | 13:38,46       |
| 8     | Bronisław Malinowski | Polen          | 13:39,33 NR    |
| 9     | Frank Eisenberg      | DDR            | 13:41,07       |
| 10    | Petras Simonelis     | Sowjetunion    | 13:42,78       |
| 11    | Michael Baxter       | Großbritannien | 13:43,16       |
| 12    | Rune Holmén          | Finnland       | 13:46,50       |
| 13    | Allan Rushmer        | Großbritannien | 13:48,19       |
| 14    | Bernd Dießner        | DDR            | 13:50,79       |
| DNF   | Wladimir Afonin      | Sowjetunion    |                |

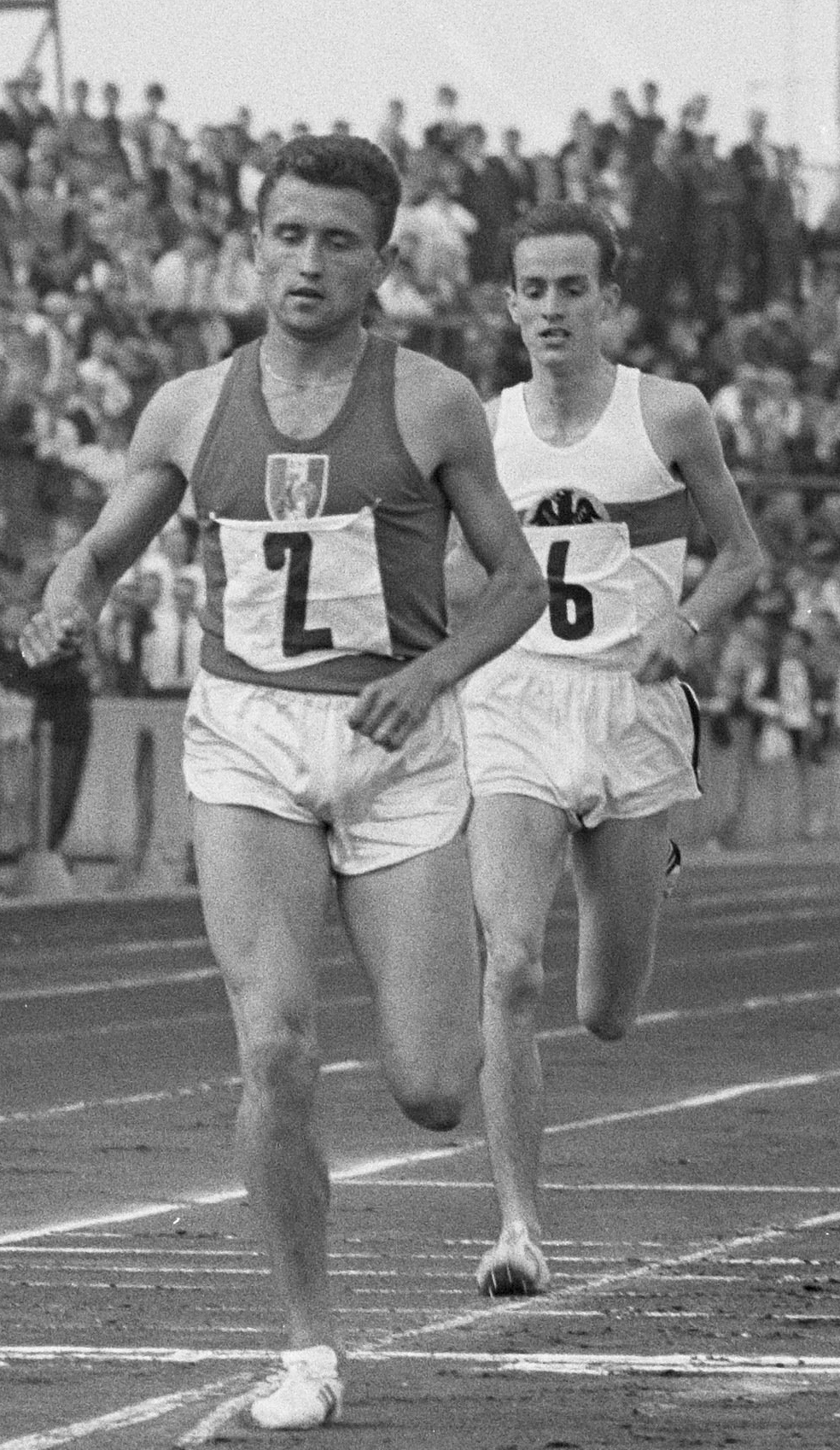
Harald Norpoth (hier im Jahr 1963 als Zweiter hinter Michel Jazy) gewann Bronze
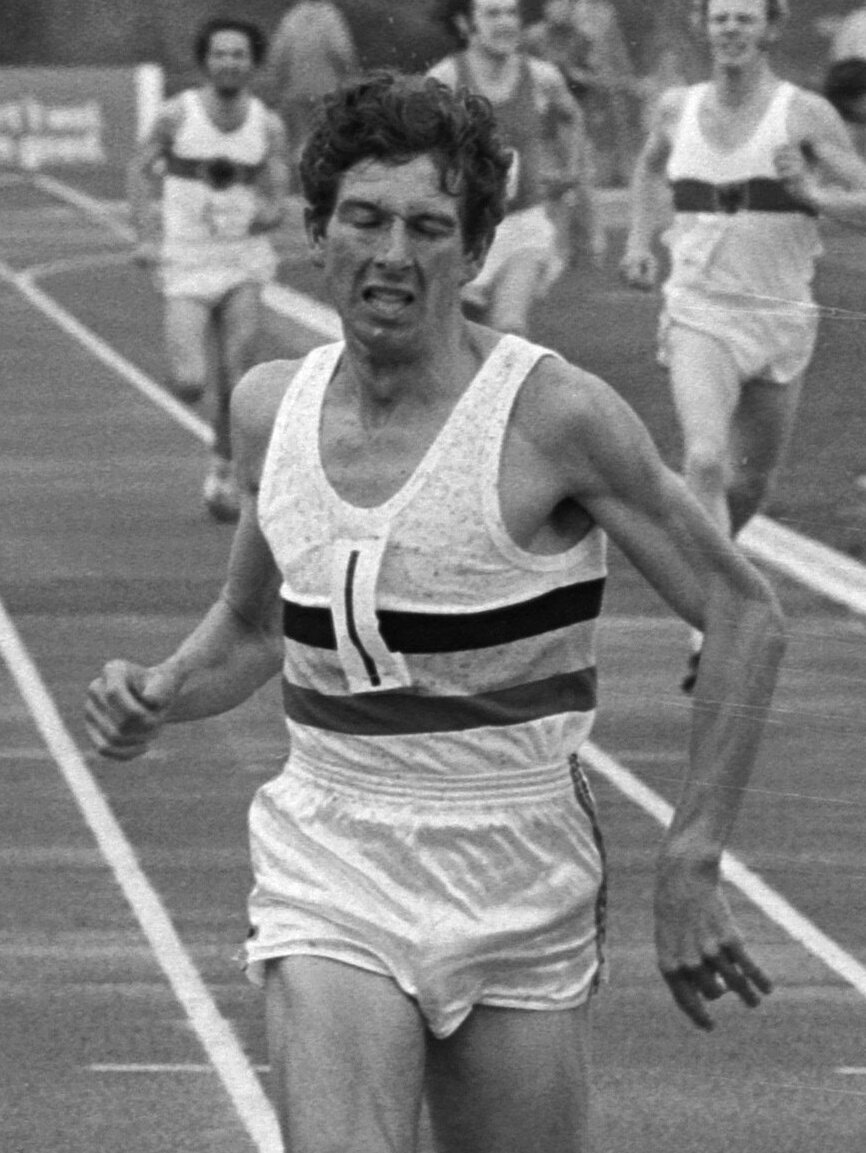
Emiel Puttemans kam auf den sechsten Platz
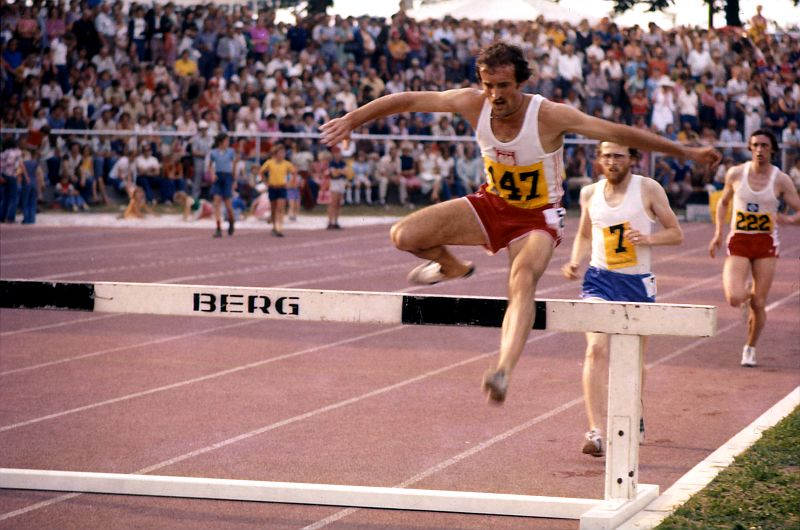
Der achtplatzierte Bronisław Malinowski (auf dem Foto in führender Position) – später unter anderem Olympiasieger 1980 und Europameister 1974 über 3000 Meter Hindernis

## Video
- EUROPEI DI HELSINKI 1971 5000 VAATAINEN, youtube.com, abgerufen am 26. Juli 2022